# Aperture Desk Job
Aperture Desk Job est un jeu vidéo d'action créé par Valve sorti le 1er mars 2022 sur Microsoft Windows et Linux. Ce jeu, dérivé de la franchise Portal (en), est publié gratuitement au lancement de la console portable Steam Deck en tant que démo technique présentant les commandes et fonctionnalités du contrôleur de la plate-forme.

## Trame
Le joueur, commence à travailler chez Aperture Science en tant que testeur de produits dans un bureau qu'il semble désormais incapable de quitter. Un robot nommé Grady (Nate Bargatze) arrive et charge le joueur de tester des toilettes. Une toilette défectueuse détruit un tuyau de transport rempli de munitions, remplissant la citerne de balles que les toilettes tirent ensuite. Inspiré, Grady essaye de présenter une nouvelle idée aux dirigeants d'Aperture.
Six mois plus tard, Grady présente une tourelle composée de pièces d'armes et de la coque de toilettes. Il exhorte le joueur à le tester et le joueur finit par détruire l'entrepôt. Grady laisse le joueur prendre la chute pendant qu'il tente d'améliorer la conception de la tourelle. Dix-huit mois plus tard, le joueur est libéré de la prison d'Aperture et Grady est devenu agent de libération conditionnelle afin de le surveiller. Grady les exhorte avec enthousiasme à retourner au travail pour tester sa nouvelle tourelle améliorée sur des appareils volés au département des articles ménagers. Il prétend qu'il a organisé une réunion avec le PDG Cave Johnson (J. K. Simmons) et, alors qu'ils se rendent au bureau de Johnson au 80ème étage, Grady fantasme sur le fait de dépenser l'argent qu'ils vont gagner pour rembourser les usuriers qu'il a utilisés pour financer le développement des tourelles. Ils sont soudainement attaqués par des appareils modélisés dans des tourelles (de loin supérieures) par les ingénieurs des articles ménagers. Le joueur se bat contre un assaut de tourelles d'appareils, avant d'utiliser le système de propulsion de fusée intégré au bureau pour les accélérer jusqu'au dernier étage.
En arrivant au bureau de Johnson, Grady révèle qu'il a menti sur l'organisation de la réunion et qu'il soupçonne Johnson d'être un reclus, étant donné que personne ne l'a vu depuis des années. En entrant dans son bureau, il est révélé que Johnson n'existe plus en tant qu'être physique: il a été atteint d'une terrible maladie des années auparavant et sa conscience a été téléchargée dans un superordinateur conçu pour ressembler à une statue géante de sa tête. Ayant vécu ainsi pendant des années, il supplie le joueur de le tuer; le joueur et Grady obligent en utilisant la tourelle à essayer d'abord de détruire la coque d'argile de la tête avant de finalement couper l'alimentation électrique. Au début, cela semble fonctionner, seulement pour que l'alimentation de secours rallume Johnson, l'incitant à renvoyer les deux. Cependant, le poids de sa tête et les dégâts causés par le joueur le font tomber à travers le sol jusqu'au bas du bâtiment.
Des mois plus tard, Grady et le joueur ont participé à un programme de protection des témoins après avoir dénoncé les usuriers de Grady, et s'appellent désormais "Gary" et "Charlie". Les deux "travaillent" toujours dans le bâtiment Aperture endommagé, le joueur "testant" les toilettes qui tombent simplement du tapis roulant dans un trou dans le sol causé par la chute de la tête de Johnson. La tête, ainsi que plusieurs autres tourelles de toilettes, reçoivent brièvement du pouvoir grâce à un dispositif avancé créé par une colonie de mantes religieuses qui infestent le bâtiment, et elles interprètent ensemble une chanson chorale au générique.

## Système de jeu
Le gameplay consiste globalement en une inspection de produits assistée par Grady, une intelligence artificielle semblable à beaucoup d'autres vus dans la série Portal (en). Le jeu sert de démo technique pour le Steam Deck,, la majeure partie du jeu se déroulant devant un bureau qui agit comme une représentation de la console. Quelques scénarios proposés sont utilisés pour tester différentes fonctions des commandes, comme un segment de tir utilisant le contrôle gyroscopique, ou encore une situation où le joueur doit écrire son nom en utilisant l'écran tactile du Steam Deck. Le jeu peut également être joué sur un ordinateur standard à l’aide d’un contrôleur de jeu.

## Développement
Aperture Desk Job est développé par Valve sur le moteur Source 2 en tant que démo technique pour le Steam Deck, qui fonctionne sous SteamOS, une distribution Linux. Gabe Newell, le président de Valve, avait précédemment démenti dans un entretien avec Edge que l'entreprise créerait un jeu dédié au Steam Deck et que Valve se concentrerait plutôt sur l'amélioration de Dota 2 et Counter-Strike : Global Offensive sur la nouvelle console. Cependant, Valve annonce par surprise le jeu le 25 février 2022, jour où le Steam Deck est dévoilé au public. Bien qu'il soit créé en tant que démo technique pour le Steam Deck, Valve le rend également rendu jouable sur Microsoft Windows, mais avec l'obligation de posséder une manette de jeu compatible,. Le jeu expose les contrôles et les fonctionnalités du Steam Deck,. 
Greg Coomer, qui a travaillé à la conception du Steam Deck, déclare que Valve a créé Aperture Desk Job pour la même raison que The Lab pour Steam VR, c'est-à-dire pour présenter les spécificités de la console. Aperture Desk Job est comparé aux précédentes démonstrations techniques de Valve, The Lab et Aperture Hand Lab,. Le casting se compose des voix de Nate Bargatze dans le rôle de Grady, de J. K. Simmons qui reprend son rôle en tant que Cave Johnson de Portal 2, et de Debra Wilson dans le rôle du directeur de la prison et de l'annonceur,.
Le jeu est sorti gratuitement le 1er mars 2022.

## Réception
Les médias vidéoludiques Rock, Paper, Shotgun et Game Informer saluent l'humour du jeu,.